# Santiago (Cáceres)
Santiago es un barrio de la ciudad española de Cáceres perteneciente al distrito Centro-Casco Antiguo.
Es uno de los barrios que forman los Extramuros de Cáceres, el área del casco antiguo situada fuera de la muralla que rodea a la ciudad vieja de Cáceres y que por su ubicación próxima a dicha zona Patrimonio de la Humanidad está protegida de forma ambiental o secundaria por la Unesco. Entre sus monumentos destacan la iglesia de Santiago, el palacio de Godoy y el Oratorio-Enfermería de San Pedro de Alcántara, declarados Bien de Interés Cultural. Dentro de los límites del barrio se ubica la sede del Tribunal Superior de Justicia de Extremadura.
A 1 de enero de 2021 tenía una población de 977 habitantes según el padrón municipal.

## Localización
Desde la reforma territorial de 2008, pertenece al distrito Centro-Casco Antiguo y limita con San Blas al norte, Ribera del Marco al este, la Ciudad Monumental al sureste, el barrio de la Plaza Mayor al suroeste y Margallo al oeste. El límite con el casco antiguo de Intramuros lo marcan la puerta de Coria, la Obra Pía de Roco, el adarve del Cristo y el arco del Cristo. Con el resto de barrios está delimitado por las calles Caleros (en su tramo junto a la Ribera del Marco), Tenerías, Betania (en su mitad meridional), Trujillo, plaza de las Canterías, Nidos, Sancti-Spíritus y Zapatería.
El interior del barrio se estructura en torno a dos plazas ajardinadas, llamadas de Santiago y de la Audiencia; en la primera se alberga la iglesia que da nombre al barrio y en la segunda se ubica el Tribunal Superior de Justicia de Extremadura. Junto a estas dos plazas, la parte occidental del barrio se estructura en torno a dos vías que unen la Plaza Mayor con San Blas: Muñoz Chaves-Peñas al oeste y Godoy-Sande al este; en perpendicular estas calles tienen vías menores, que son las calles Moreras, Camberos, San Benito, Condes de Santa Olalla y Luis Grande Baudesson. La parte oriental del barrio se estructura en torno a la calle Villalobos, que sale de la puerta de Coria bajando la llamada "cuesta del Maestre" y lleva a la Ribera del Marco. Aquí se distingue una parte más antigua formada por las calles Hornillo, Beato José Oriol, Nuestra Señora de la Montaña y Caleros al sur y una parte más nueva al norte, diferente del resto del barrio por sus calles rectas, formada por las calles Picadero, Belén, Nazaret y Galilea.
Desde el punto de vista de la geografía física, históricamente el barrio se ubicaba en la parte septentrional del montículo del casco antiguo de Cáceres, rodeado de valles con arroyos excepto en su conexión con el recinto Intramuros: al este fluye actualmente el arroyo del Marco, mientras que al norte pasaba antiguamente su afluente el arroyo de San Blas y al oeste pasaba antiguamente el arroyo de Ríos Verdes.

## Demografía

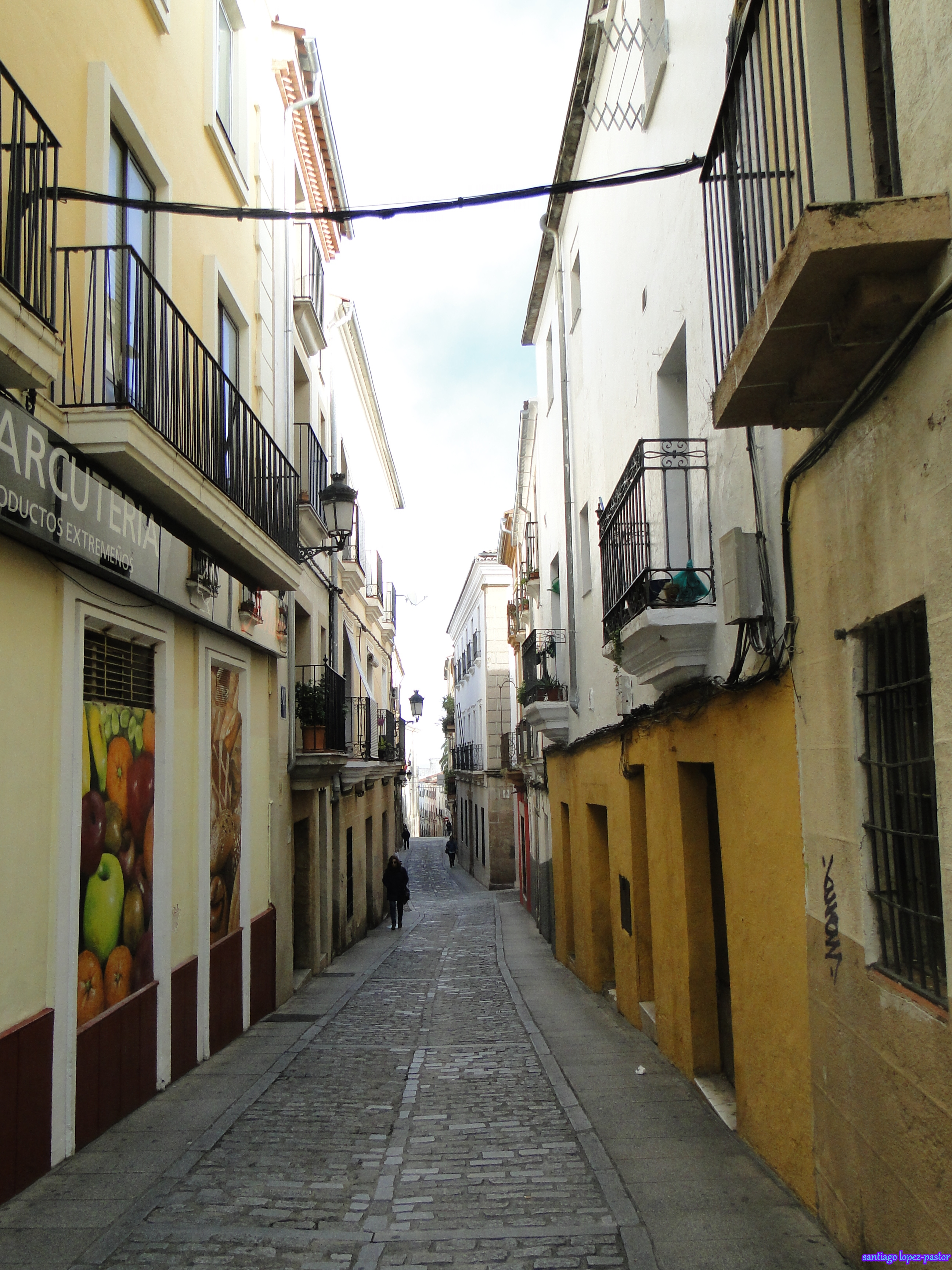
Calle Muñoz Chaves, acceso al barrio de Santiago desde la Plaza Mayor

A 1 de enero de 2021 tenía una población de 977 habitantes según el padrón municipal. El barrio ha tenido la siguiente evolución demográfica desde 2007:
| Gráfica de evolución demográfica de Santiago entre 2007 y 2019 |
|                                                                |

## Administración
El barrio carece de asociación de vecinos propia debido a su pequeño tamaño, estando repartido su territorio entre la asociación de la Ciudad Monumental en la parte meridional del barrio y la de San Blas en su parte septentrional.

## Patrimonio

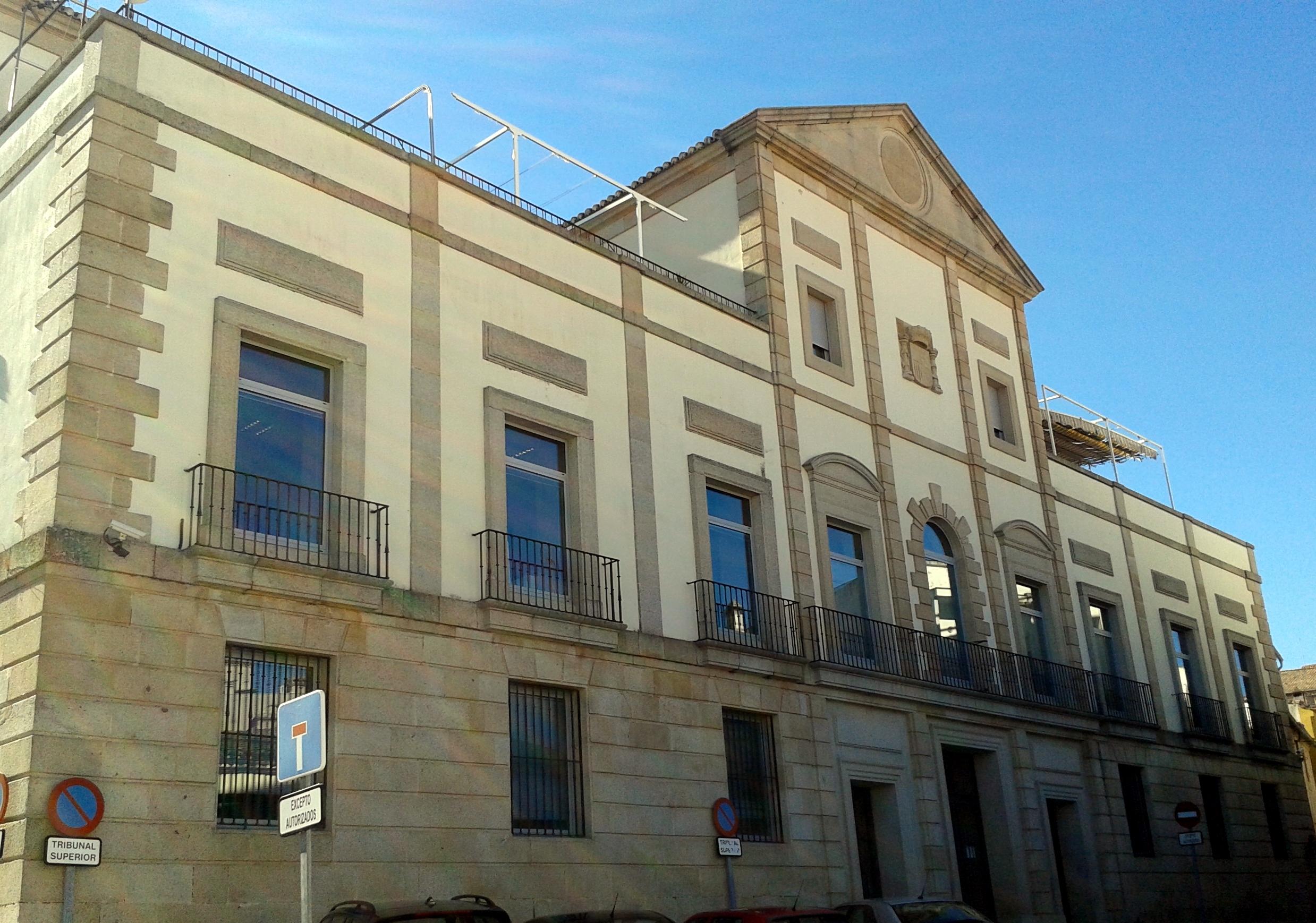
Sede del Tribunal Superior de Justicia de Extremadura

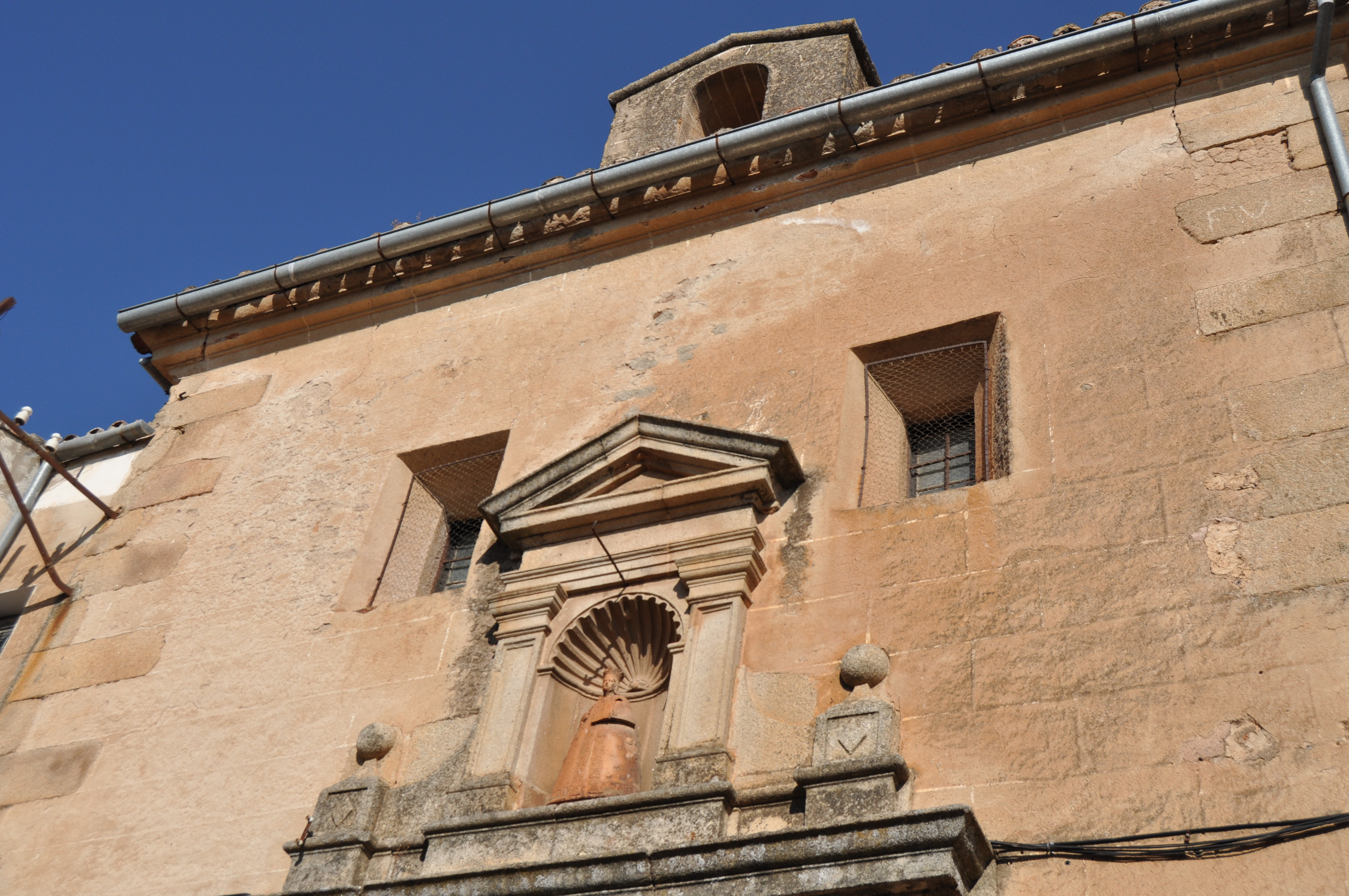
Parte superior de la fachada de la ermita del Vaquero

Dentro de los límites oficiales del barrio destacan los siguientes monumentos históricos:
- Iglesia de Santiago: de origen medieval, es una de las cuatro parroquias históricas de la ciudad y da nombre al barrio. Con estatus de BIC como parte integrante del conjunto histórico de Cáceres desde 1949.
- Palacio de Godoy: palacio del siglo XVI. Con estatus de BIC como parte integrante del conjunto histórico de Cáceres desde 1949, bajo el nombre de "Casa de la Roca".
- Oratorio-Enfermería de San Pedro de Alcántara: centro religioso de franciscanos descalzos del siglo XVII. Con estatus de BIC-Monumento desde 1990.
- Hospital de la Piedad: uno de los principales hospitales de la ciudad en el Antiguo Régimen, construido en el siglo XVII y más tarde usado a finales del siglo XVIII como sede de la Real Audiencia de Extremadura. Actualmente es la sede del Tribunal Superior de Justicia de Extremadura.[8]
- Ermita del Vaquero: ermita del siglo XVII construida sobre la casa de Gil Cordero, el pastor que encontró la Virgen de Guadalupe. Fue candidata a BIC-Monumento entre 1982 y 1991, sin llegar a aprobarse ese estatus.[9]
- Teatro Principal: el teatro permanente más antiguo de la ciudad, en uso entre 1802 y 1923, pero actualmente en estado ruinoso.[10]
- Hospital de Sancti Spiritus: otro de los hospitales de la ciudad en el Antiguo Régimen, de origen medieval pero ampliamente reformado tras haber cerrado en el siglo XIX. Actualmente es un centro cultural de Fundos denominado "Sala Capitol".[11][12]
- Torre de Caleros: torre albarrana de la muralla de Cáceres, construida en el siglo XII durante el período almohade.[13]

Además de los monumentos, el barrio alberga, especialmente en la calle Caleros y sus inmediaciones, numerosos ejemplos de viviendas construidas según la arquitectura popular de la zona de Cáceres. También tiene el barrio viviendas de familias nobles y burguesas, algunas de las cuales se han hecho conocidas por albergar en su fachada escudos heráldicos: la calle Muñoz Chaves alberga en su número 18 el escudo de los condes de Santa Olalla y en el número 12 dos escudos de origen desconocido, mientras que el número 12 de la calle Cuesta del Maestre alberga tres escudos de los Castro Figueroa. Todos estos escudos cuentan con declaración genérica de Bien de Interés Cultural, según la disposición adicional segunda de la Ley de Extremadura 2/1999.